# Esporte Clube Corinthians
O Esporte Clube Corinthians, também conhecido como Corinthians de Prudente foi um clube de futebol de Presidente Prudente, fundado em 8 de fevereiro de 1945. Atualmente, um clube (que praticamente é esse mesmo EC Corinthians) utiliza o mesmo nome e escudo para disputar a Taça Paulista de Futebol. Contudo, não tem nenhuma ligação com o tradicional clube que representou a cidade em campeonatos estaduais por décadas.

## História

### Década de 1940: a origem
O Coríntians foi fundado em 8 de fevereiro de 1945, por um grupo de torcedores de Presidente Prudente que buscavam um time para disputar o campeonato de futebol juvenil da cidade. Gushiken, Kuskin, Kusken, Gosken e Sairin aceitaram investir na formação da equipe, mas com uma condição: todos eles jogariam. Sem exceção. O problema é que Gushiken era cego do olho esquerdo. Perdeu a visão depois de se chocar com um arame farpado durante uma “pelada” nos campos de plantação. Mas não foi empecilho. 
Os jovens prudentinos decidiram então por uma homenagem, e batizaram sua nova equipe com o nome da agremiação paulistana. Como Corinthians, disputaram não apenas o juvenil daquele mesmo ano, mas também o Campeonato Regional Amador.
Três anos depois, em 1948, a equipe conquistaria seu primeiro título – o de campeão da Alta Sorocabana. Foi a última competição amadora da equipe, apelidada até então de Jerônimo do Sertão. Em 1948, o clube solicitou sua inscrição à segunda divisão do Campeonato Paulista junto à Federação Paulista de Futebol, que havia reativado o módulo dois anos antes.
Naquele ano, a Série Branca da segunda divisão contou ainda com Linense, Rio Preto, Noroeste, Bauru, Inter de Limeira, Prudentina, Ferroviária, São Paulo de Araçatuba, América de São José do Rio Preto, Bandeirante, XV de Jaú, Sãomanuelense e Uchoa. O time foi apenas o 10° colocado da chave, perdendo a vaga para a fase final para o Linense.
Foi nessa época que o time construiu seu estádio, o Parque São Jorge. O terreno, localizado na rua Siqueira Campos, foi doado por Mellén Isaac ao presidente do clube, Alvino Gomes Teixeira. Na inauguração, o time do interior paulista venceu a equipe de aspirantes do São Paulo por 4 a 0, quebrando uma série invicta de 36 jogos do time da capital paulista.

### Década de 1950: destaque na segunda divisão
Porém, foi apenas nos anos 1950 que o Corintinha embalou na segunda divisão – especialmente na segunda metade da década. Foi quando um mutirão da torcida construiu uma nova arquibancada no Parque São Jorge, aumentando para 10 mil lugares a capacidade do estádio para as campanhas no campeonato estadual. Em 57, no entanto, o time parou na segunda das duas fases da disputa.
No ano seguinte, o Corinthinha foi mais longe e perdeu a vaga para a elite para o Comercial. Os dois times fizeram três partidas, e a vaga só foi decidida a favor do Bafo com uma goleada por 4 a 0 no terceiro duelo, no Pacaembu.
Porém, em 59, o time venceria as duas fases da divisão e conquistaria a única vaga disponível para o acesso ao Campeonato Paulista de 1960. Depois de dois jogos de uma melhor-de-três, o título da divisão foi decidido apenas com uma vitória por 4 a 1 sobre o Bragantino em Presidente Prudente, em partida apitada por Anacleto Pietrobom e com renda de cerca de CR$ 963.560,00.
O time atuou com Acosta, Tó, Bertamin, Cotía e Luizinho; Joãozinho e Zé Amaro; Barras, Nelson Luques, Robertinho e Plínio, e ganhou destaque até mesmo do jornal A Gazeta Esportiva. Após empate em 0 a 0 no Parque São Jorge no primeiro tempo, Robertinho e Barras colocaram os prudentinos na frente com gols aos 3 e aos 14 minutos. Alvair descontou para os visitantes aos 18, mas Barras e Joãozinho, aos 31 e aos 41 minutos, decretaram o placar, selando a vitória e o inédito acesso - o primeiro de um clube da cidade.

### Década de 1960: apogeu e queda
O Corinthians estreou na primeira divisão do Paulistão em 12 de junho de 1960, em casa, justamente contra seu xará paulistano. Foi derrotado por 2 a 0. No entanto, o time deu mostras de que poderia até superar o tropeço inicial, vencendo Portuguesa Santista (3 a 0) e Portuguesa (5 a 2) logo em seguida.
Porém, o time logo sofreu com uma seqüência de 10 derrotas para Ponte Preta, Noroeste, Guarani, Taubaté, Ferroviária, Comercial, XV de Piracicaba, Santos, São Paulo e Palmeiras. A má fase só teve fim com vitórias sobre o Botafogo de Ribeirão Preto e Juventus, mas ineficazes para tirar o time da rabeira de classificação.
Na sequência, o time prudentino perdeu de 2 a 0 para o Jabaquara, mas se recuperou vencendo o América por 1 a 0 em Presidente Prudente.
Logo viria, no entanto, outra série de quatro maus resultados: derrotas para Taubaté e Corinthians e empates contra Ferroviária e Ponte Preta. Apesar de uma vitória por 2 a 1 frente ao Noroeste, o Corinthians seria batido por XV de Piracicaba e Portuguesa Santista. Nos dez jogos seguintes, foram quatro vitórias em dez partidas – incluindo um 2 a 0 sobre o Palmeiras e um 5 a 0 sobre o Juventus.
Desta forma, a equipe não conseguiu escapar do rebaixamento. Foram dez vitórias e três empates em 34 jogos. O Corinthians de Presidente Prudente era rebaixado com a 17ª colocação, à frente apenas da Ponte Preta. O time de Campinas, assim como o América de São José do Rio Preto, era igualmente rebaixado. Era o fim da única participação do Corintinha na elite do futebol paulista.
Em 61, o time perdeu a vaga à elite exatamente para a Prudentina, que venceu sua série com um ponto de vantagem sobre o time alvinegro e levou a melhor na disputa pelo acesso contra a Ponte Preta. Nos dois anos seguintes, apesar da vaga na segunda fase, o time não conseguiu voltar à primeira divisão. A partir daí, o futebol de Presidente Prudente viveu a fase da Prudentina, que representou a cidade na elite entre 62 e 67, tendo como melhor classificação o oitavo posto no Paulistão de 66.

### Década de 1970: o começo do fim
O Corinthians deixou escapar a chance de ascender novamente à elite em 1970, depois de sofrer uma derrota para o Nacional de São Paulo e perder matematicamente as chances de promoção. A equipe tinha como base Raimundinho; Alemão, Dobreu, Luís Carlos Djalma e Almeida; Ivo, Reinaldo, Zé Roberto, Coité, Pitanga e Plínio, e viu o Noroeste ser campeão da segunda divisão paulista daquele ano.
A má fase do time (e a tentativa de conquistar a simpatia dos torcedores de Palmeiras, São Paulo e Santos em Presidente Prudente) fez com que o Corinthians prudentino mudasse de nome em 1973. Surge então o Presidente Prudente Esporte Clube, que buscava unificar as torcidas da cidade. O novo nome foi definido em uma reunião realizada na Associação Comercial e Industrial de Presidente Prudente. A nova agremiação era presidida por Feiz Abud e teria as cores azul e amarela – curiosamente, diferentes das cores da cidade, o vermelho, o branco e o preto.
Logo na estréia, o PPEC goleou o Andradina por 6 a 1. Mesmo assim, o time não teria o apoio de torcedores mais tradicionais como Amélia Monteiro, torcedora-símbolo do Corintinha. Em 74, “dona” Amélia e Jackson Monteiro, então presidente da equipe, convocam o conselho deliberativo, que votam pela retomada das atividades do Esporte Clube Corinthians.
O ano de 1975 marcaria a retomada do Corintinha ao futebol paulista. Porém, como não existia a Lei do Acesso no estadual, o time prudentino passou a viver os piores momentos de sua história até então em divisões intermediárias. Tanto que, em 76, a equipe quase fechou as portas novamente por falta de dinheiro.
Com os jogadores sem salários até para alimentação dos atletas, o clube teve que aceitar a campanha das emissoras de rádio locais junto ao comércio, liderada pelo radialista Sérgio Jorge Alves, o treinador e ex-jogador Luís Carlos Djalma e dona Amélia Barreto. O intuito era o de obter alimentos para os jogadores, mas o Corinthians não resistiu: teve seu estádio penhorado e vivia a maior agonia de sua existência.
Foi apenas na segunda metade da década de 1970 que o clube conseguiu deixar a época das vacas magras – pelo menos, temporariamente. Liderados pelo vereador Nelson Nunes Pinheiro, um grupo de atletas e entusiastas do Corinthians de Prudente se une para tirar o clube do vermelho. Contando com o apoio popular, o time reforma o gramado de seu estádio e volta a realizar bons jogos, deixando para trás a ameaça de extinção.
A equipe voltou a encher as arquibancadas do Parque São Jorge na segunda divisão de 77, mas ainda em fase de transição, terminou o torneio na penúltima colocação, escapando por pouco da degola. Melhor sorte veio no ano seguinte, quando o Corinthians deixou de alcançar o acesso apenas na fase final. O time vinha se fortalecendo anualmente, em busca do segundo acesso de sua história.
Em 79, Norberto Lopes, ex-jogador da Prudentina, assume o cargo de treinador do Corintinha, que ganha destaque como um dos favoritos à vaga do acesso. Porém, nem mesmo com a diretoria organizada, o time arrumado e os salários em dia, o time garantiu o retorno à elite do Paulistão. Segundo a própria Câmara dos Vereadores da cidade, o time de 79 era o melhor da história do clube desde 1959.

### Década de 1980: a venda do estádio
Em 1980, o time formado com jovens da cidade e outros contratados passou 23 jogos sem perder entre a primeira e a segunda fase da segunda divisão. Paulo Dias era considerado o artilheiro do interior paulista, formando a equipe de Luís Carlos, Gérson, Espanhol, Almeida e Ojeda; Rubinho e Jaime; Tuta, Lima, Paulo Dias e Pedrinho (Jair Brasília). O Parque São Jorge estava novamente lotado, mas o time deixou escapar o acesso mais uma vez nas rodadas finais, quando o São José acabou disparando e subindo.
A decepção foi grande, e o time perdeu parte do apoio da torcida. Logo, as verbas para manter o bom time tornaram-se escassas, e a equipe novamente começou a se endividar. Tanto que, em 1983, o terreno do Parque São Jorge foi vendido para a construção de um shopping center – o primeiro da cidade, o Americanas (atual Prudente Parque Shopping). O presidente então era Joaquim das Neves Filho.
De nada adiantou a contestação por parte dos torcedores, que iniciaram movimentos até mesmo tentando devolver o dinheiro da negociação à empresa compradora do terreno. Artur Boigues Filho, ex-presidente do time, ainda iniciou uma campanha - com o apoio do radialista Sérgio Jorge Alves, o diretor Ademar Cipola e o ex-jogador Teotônio - para que a primeira parcela da venda fosse devolvida.
Joaquim Neves, o presidente do Corintinha, não aceitou. Em 7 de novembro de 1983, o Corinthians de Prudente vendia à Artur Construções e Empreendimentos Imobiliários Ltda. o maior patrimônio de sua história. Em seguida, Neves renunciou a seu mandato, com Celso Nespoli assumindo a presidência do Alvinegro.
Sem patrimônio, o time ainda disputou algumas partidas no Parque São Jorge, mas posteriormente firmou-se no recém-inaugurado Estádio Municipal Eduardo José Farah, o Prudentão. Porém, até o final da década de 1990, o time fez apenas campanhas medianas na Série A-2 do Paulista, sem brigar diretamente pela vaga, mas sem lutar contra o rebaixamento.

### Décadas de 1990 e 2000: o último suspiro e a extinção do EC Corinthians
No entanto, o time caiu ainda mais de produção na primeira metade da década de 1990. Rebaixado para a Série A-3, Sem recursos e jogadores sem pagamentos, o Corinthians P.P. fecharia suas portas mas com novas eleições assumiu a presidência o professor Jaime Lira Leal Filho que interveio junto à Federação Paulista de Futebol que estava sob o comando de Eduardo José Farah e evitou o fechamento do clube e deu prosseguimento da equipe no Campeonato Paulista Série A3. Após alguns meses o professor Jaime Leal foi a trabalho para o Japão onde ficou por 10 anos e em seu lugar assumiu o empresário Paulo Lima. O time subiu em 1996 de volta para a A-2. Naquele ano, o time realizou uma campanha memorável, garantindo dez vitórias e quatro empates em 15 jogos pela primeira fase. Ao final do torneio, o time foi promovido ao lado de Matonense e Francana.
Instável, porém, o Corinthinha voltou a ser rebaixado em 1999, e ainda foi lanterna da Série A-3 em 2000. Endividado, sem patrimônio e já sem o apoio da torcida da cidade, o time ainda chegou a se inscrever para a extinta série B-1 de 2001, mas não foi aceito pelas dívidas com a FPF. Assim, ao fim do mandato do presidente Antônio Carlos Colnago, a equipe fechava suas portas.

### 2012: "Houve Refundação?"
O "novo" EC Corinthians de Presidente Prudente pode até te fazer lembrar aquele antigo Corintinha do século XX, mas este percorre caminhos paralelos. Ele disputa a Taça Paulista de Futebol desde 2016, competição organizada pela Federação Paulista de Futebol.

## Antigos ídolos
- Chicão
- Chiquinho[8]
- Dininho
- Luís Carlos Djalma
- Primo[9]
- Robertinho[10]
- Sérgio Jorge Alves[11]
- Gushiken[12]

## Títulos
| ESTADUAIS                      | ESTADUAIS | ESTADUAIS  |
| Competição                     | Títulos   | Temporadas |
| ------------------------------ | --------- | ---------- |
| Campeonato Paulista – Série A2 | 1         | 1959       |
| Taça Paulista                  | 1         | 2018       |

### Campanhas de destaque
- Vice - Campeonato Paulista de Futebol - Série A3 de 1996

### Outras conquistas
- Campeonato da Alta Sorocabana de 1948.
- Campeonato Paulista da Segunda Divisão Juvenil de 1993.

## Estatísticas

### Participações
| Competição                      | Temporadas | Melhor campanha     | Anos                                              | A | R |
| Campeonato Paulista             | 1          | 17º colocado (1960) | 1960                                              |   | 1 |
| Campeonato Paulista - Série A2  | 42         | Campeão (1959)      | 1948-1952, 1954, 1956-1959, 1961-1989 e 1997-1999 | 1 | 2 |
| Campeonato Paulista - Série A3  | 8          | 3º colocado (1996)  | 1990-1996 e 2000                                  | 1 | 1 |
| Taça Paulista                   | 3          | Campeão (2018)      | 2016-2018                                         |   |   |
| Campeonato Brasileiro - Série C | 1          | 19º colocado (1996) | 1996                                              | – | – |